# Net als toen

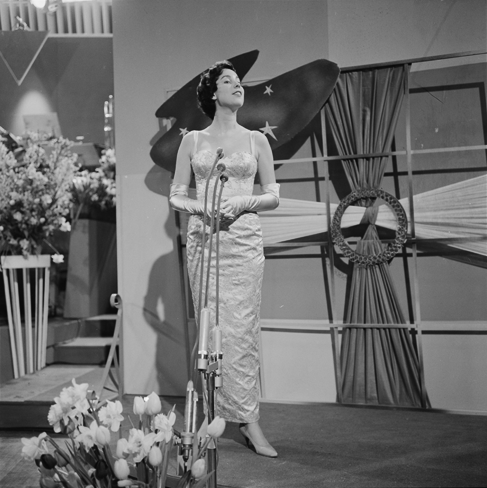
Corry Brokken, interprete del brano

Net Als Toen ("Proprio come quando") è stata la canzone vincitrice dell'Eurovision Song Contest 1957, scritta da Guus Jansen e Willy van Hemert, cantata, in olandese, da Corry Brokken, in rappresentanza dei Paesi Bassi.
Si tratta di una canzone classica; la protagonista, rivolgendosi al marito, gli chiede se si ricorda dei loro primi giorni insieme. Il testo suggerisce che il romanticismo è andato fuori dal matrimonio, anche se non era sempre stato così.
Brokken registrò la canzone anche in francese e tedesco, come Tout comme avant e Damals war alles so schön.
Il brano è stato cantato per sesto in quella serata: dopo l'Austria (con Bob Martin) e prima della Germania Ovest (rappresentata da Margot Hielscher). In seguito, alla fine della votazione, ricevette 31 punti.